# 弗雷德里克·彼得鲁斯卡
弗雷德里克·彼得鲁斯卡（法語：Frédéric Pietruszka，1954年5月13日—），法国男子击剑运动员。他曾获得1976年夏季奥运会男子花剑团体铜牌、1980年夏季奥运会男子花剑团体金牌和1984年夏季奥运会男子花剑团体铜牌。